# چیتگونگ-۱۶
چیتگونگ-۱۶ (به لاتین: Chittagong-16) یک منطقهٔ مسکونی در بنگلادش است که در ناحیه چیتاگونگ واقع شده‌است.